# Karokia
Karokia este un gen de lăcuste cu gât pinten din familia Acrididae. Există cel puțin 2 specii descrise în Karokia.

## Specia
- Karokia blanci (Rehn, 1964)
- Karokia memorialis Gurney & Buxton, 1968